# Arbatskaja (Filëvskaja)
Arbatskaja (in russo Арба́тская?) è una stazione della linea Filëvskaja, la quarta linea della Metropolitana di Mosca. Completata nel 1935, è una delle prime stazioni della metropolitana della capitale russa.
Il design è lo stesso utilizzato per Smolenskaja, Sokol'niki, e Park Kultury. I pilastri sono ricoperti di marmo rosa con piastrelle in ceramica color crema. L'architetto fu L. Teplitskiy.
L'ingresso di Arbatskaja è un'unica struttura pentagonale con la parola "Metro" scritta su tutti i lati. L'edificio è attualmente dipinto di rosso, il che lo rende facilmente riconoscibile. Nel 2008 è prevista l'aggiunta di un'altra entrata.

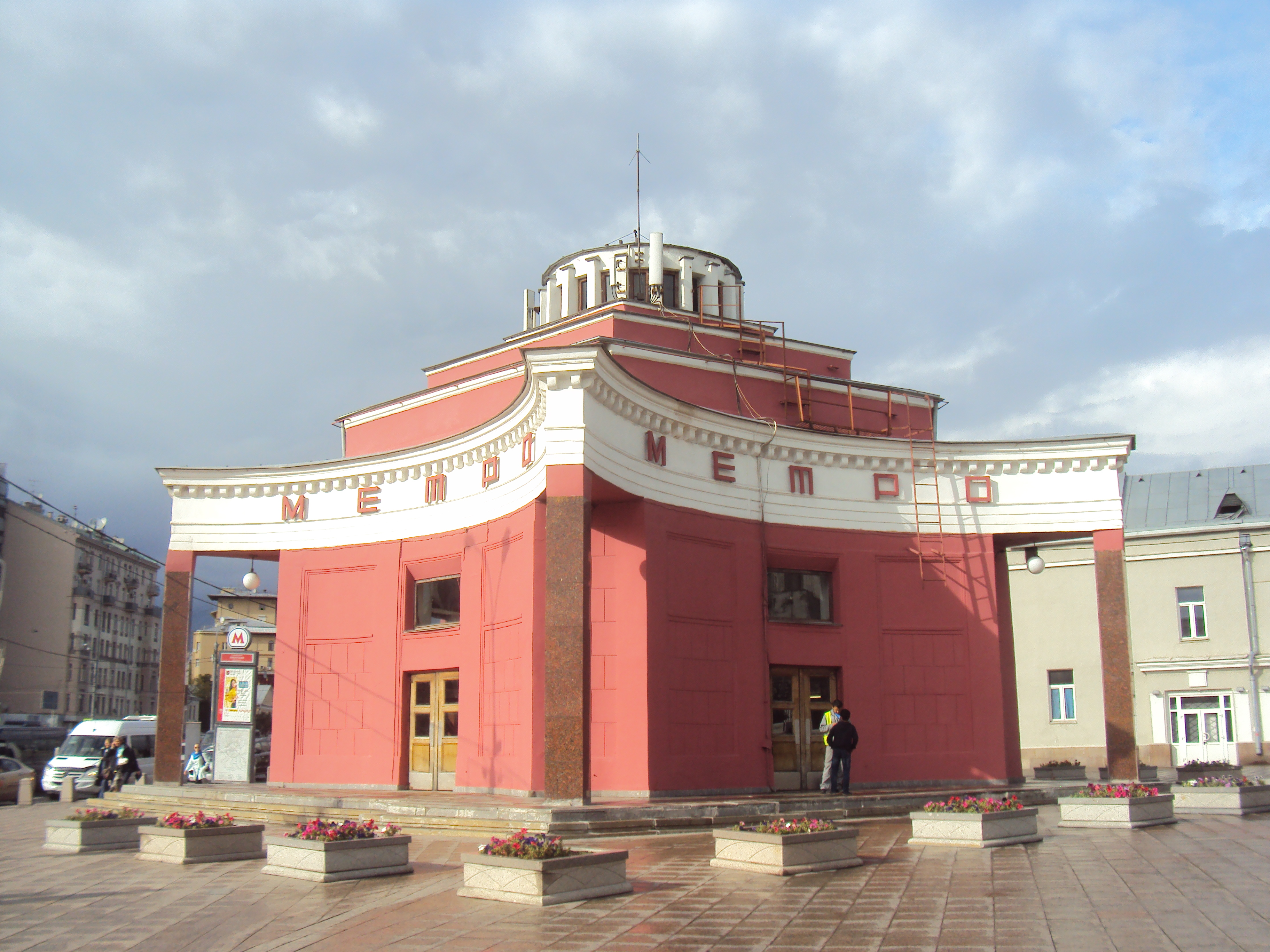
La particolare entrata pentagonale della stazione